# Cladochaeta sturtevanti
Cladochaeta sturtevanti is een vliegensoort uit de familie van de fruitvliegen (Drosophilidae). De wetenschappelijke naam van de soort is voor het eerst geldig gepubliceerd in 1971 door Wheeler and Takada.